# Dennis Haysbert
Dennis Haysbert, né le 1er juin 1954 à San Mateo (Californie), est un acteur américain.

## Biographie
Avant-dernier d'une fratrie de neuf enfants, Dennis Haysbert semble se destiner à une carrière de sportif mais, plus attiré par l'art dramatique, il décide de s'inscrire à la prestigieuse American Academy of Dramatic Arts. 
Son diplôme en poche à la fin des années 70 -alors qu'il est encore difficile pour un Noir de s'imposer à Hollywood-, il ne tarde pas à trouver du travail à la télévision. Il y fait sa première apparition en joueur de basket-ball, dans la série The White Shadow en 1979, avant de figurer au générique de nombreuses séries devenues cultes, comme L'Incroyable Hulk, L'Agence tous risques, Dallas ou encore Magnum.
Le premier rôle au cinéma de Dennis Haysbert est encore celui d'un sportif, un joueur de baseball adepte du vaudou dans Les Indians en 1989. Trois ans plus tard, grâce au refus de Denzel Washington, c'est lui qui incarne le père célibataire amoureux de Michelle Pfeiffer dans Love Field en 1992. 
A l'affiche du dérangeant Suture l'année suivante, il est bientôt dirigé par les plus grands noms du cinéma : Michael Mann (Heat, 1995), Clint Eastwood (Les Pleins Pouvoirs, 1997) ou Sydney Pollack (L'Ombre d'un soupçon, 1999). 
Entre 2001 et 2006, il campe un des personnages-clés de la série à succès 24 heures chrono, le très populaire David Palmer, Sénateur puis Président des États-Unis, et indéfectible allié du héros Jack Bauer. 
Remarqué au cinéma en jardinier de Julianne Moore dans Loin du paradis (2002), il connaît le succès avec une autre série à partir de 2006, The Unit : Commando d'élite, créée par David Mamet, et dans laquelle il incarne un chef d'une unité d'élite. 
En 2007, il prête ses traits à Nelson Mandela dans Goodbye Bafana.

## Filmographie

### Cinéma
- 1979 : Scoring de Michael A. DeGaetano : le lieutenant Harrigan
- 1989 : Les Indians (Major League) de David S. Ward : Pedro Cerrano
- 1991 : Navy Seals : Les Meilleurs (Navy Seals) de Lewis Teague : le chef Billy Graham
- 1992 : Mr. Baseball de Fred Schepisi : Max "Hammer" Dubois
- 1992 : Love Field de Jonathan Kaplan : Paul Carter
- 1993 : Suture de Scott McGehee : Clay Arlington
- 1994 : Les Indians 2 (Major League II) de David S. Ward : Pedro Cerrano
- 1995 : Heat de Michael Mann : Donald Breedan
- 1995 : Où sont les hommes ? de Forest Whitaker : Kenneth
- 1996 : Insomnia de Steve Marshall : Arthur
- 1996 : Amanda de Bobby Roth : Seven / Sir Jordan
- 1996 : Les Pleins Pouvoirs de Clint Eastwood : Tim Collin
- 1998 : Standoff de Andrew Chapman : Ty 'Bama' Jones
- 1998 : How to Make the Cruelest Month de Kip Koenig : Manhattan Parks
- 1998 : Les Indians 3 (Major League: Back to the Minors) de John Warren : Pedro Cerrano
- 1999 : The Minus Man de Hampton Fancher : Détective Graves
- 1999 : Passé virtuel (The Thirteenth Floor) de Josef Rusnak : l'inspecteur Larry McBain
- 1999 : L'Ombre d'un soupçon de Sydney Pollack : l'inspecteur George Beaufort
- 2000 : What's Cooking? de Gurinder Chadha : Ronald
- 2000 : Love and Basketball de Gina Prince-Bythewood : Zeke McCall
- 2002 : Loin du paradis (Far from Heaven) de Todd Haynes : Raymond Deagan
- 2002 : The Hire (The Hire : "Ticker") de Joe Carnahan (court métrage) : l'agent du FBI (non crédité)
- 2003 : Sinbad : La Légende des sept mers (Sinbad: Legend of the Seven Seas) de Tim Johnson et Patrick Gilmore : Kale (voix)
- 2005 : Jarhead de Sam Mendes : Major Lincoln
- 2007 : Goodbye Bafana de Bille August : Nelson Mandela
- 2007 : Agent double (Breach) de Billy Ray : Dan Plesac
- 2009 : Cessation d'Alexander Wenger (court métrage) : Dexter
- 2010 : The Details de Jacob Aaron Estes : Lincoln
- 2011 : Kung Fu Panda 2 de Jennifer Yuh Nelson : Maître Bœuf Ravageur
- 2011 : Field of Dreams 2: Lockout d'Eric Appel (court métrage) : Mann
- 2012 : LUV de Sheldon Candis : …
- 2012 : Les Mondes de Ralph (Wreck-It Ralph) de Rich Moore : le général Hologram (voix)
- 2012 : Heartburn (court métrage) : …
- 2013 : Welcome to the Jungle de Rob Meltzer : M. Crawford
- 2013 : Sin City : J'ai tué pour elle de Robert Rodriguez et Frank Miller : Manute
- 2014 : Men, Women & Children de Jason Reitman
- 2014 : Sniper 5: L'héritage (Sniper: Legacy) de Don Michael Paul
- 2014 : Dear White People : Dean Fairbanks
- 2015 : Experimenter de Michael Almereyda : Ossie Davis
- 2015 : Ted 2 de Seth MacFarlane
- 2015 : Baby, Baby, Baby : Docteur Hankin
- 2016 : Jarhead 3 : The Siege : Major Lincoln (Vidéo)
- 2016 : Dead Rising: Endgame : General Lyons
- 2016 : Sniper: Ghost Shooter : Colonel (Vidéo)
- 2017 : Naked de Michael Tiddes : Reginald Swope
- 2017 : La Tour sombre (The Dark Tower) de Nikolaj Arcel : Steven
- 2017 : Combat de profs (Fist Fight) de Richie Keen : Le surintendant Johnson
- 2017 : Kodachrome : Larry
- 2019 : Obsession secrète (Secret Obsession) de Peter Sullivan : le lieutenant Frank Page
- 2019 : Breakthrough de Roxann Dawson : Dr Garrett
- 2019 : Chaud devant ! (Playing with Fire) d'Andy Fickman : Commandant Richards
- 2022 : Tic et Tac, les rangers du risque (Chip 'n Dale: Rescue Rangers) d'Akiva Schaffer
- 2022 : Sniper : Rogue Mission d'Oliver Thompson : Gabriel Stone
- 2023 : Flamin' Hot d'Eva Longoria : Clarence C. Baker
- 2024 : Summer Camp de Castille Landon (en) : Tommy[1]
- 2026 : Send Help de Sam Raimi

### Télévision
- 1978 : Lou Grant (série télévisée) : Victor (saison 2 - épisode 7)
- 1978 : The White Shadow (série télévisée) : joueur de basketball (saison 1 - épisode 6)
- 1978 : Laverne et Shirley (Laverne & Shirley) : agent de police de Rivage Naval (saison 5 - épisode 5)
- 1980 : L'Incroyable Hulk (The Incredible Hulk, série télévisée) : garde (saison 3 - épisode 22)
- 1980 : Galactica 1980 (série télévisée) : Imperious Leader (voix) (saison 1 - épisode 9)
- 1981 : Code Red (série télévisée) : Stuff Wade
- 1983 : Agence tous risques (The A-Team) : infirmier du centre psychiatrique (saison 1 - épisode 11)
- 1985: Riptide (- saison 2 épisode 6) : la fête des pères
- 1993 : Lonesome Dove : La Loi des justes : « Cherokee Jack » Jackson (4 épisodes)
- 1996 : Alliance fatale (Widow’s Kiss) de Peter Foldy (en) (TV) : Eddie Costello
- 2000 : Un agent très secret de Glenn Gordon Caron (série télévisée) : Dr Theodore Morris
- 2001 - 2006 : 24 heures chrono (série télévisée) : Président David Palmer (Saisons 1 à 5)
- 2001 : Au-delà du réel : L'aventure continue : Le Règne de la loi   (saison 7 épisode 17)  : Joshua Finch
- 2006 - 2009 : The Unit (série télévisée) : Jonas « Docteur Snake » Blane (69 épisodes)
- 2015 : Backstrom : John Almond (13 épisodes)
- 2015 : Blue Bloods : Chef adjoint du NYPD Donald Kent (S5 E21: Règlements de comptes)
- 2016 : The Grinder : Delusions of Grinder : Agent Spécial  (saison 1 épisode 16)
- 2016 : Brooklyn Nine-Nine : Bob Annderson :
  - Le casse du FBI  (saison 3 épisode 22) 
  - Greg et Larry  (saison 3 épisode 23)
- 2016 : Undercover : Rudy Jones (5 épisodes)
- 2016 - 2017 : Incorporated : Julian Morse (9 épisodes)
- 2017 : Shots Fired : Mr. Terry (1 épisode)
- 2018 : Reverie : Charlie Ventana (10 épisodes)
- 2018 : Christmas Everlasting : Uncle Barney (téléfilm)
- 2020 - 2021 : Lucifer : Dieu (7 épisodes)

## Distinctions

### Récompenses
- Saturn Awards 2000 : Meilleur acteur dans un second rôle pour Un agent très secret
- 2002 : Washington DC Area Film Critics Association Awards du meilleur acteur dans un second rôle pour Loin du paradis
- 2003 : Black Reel Awards du meilleur acteur dans un second rôle pour Loin du paradis
- 2003 : Online Film & Television Association Awards du meilleur acteur dans une série télévisée dramatique pour 24 heures chrono
- Satellite Awards 2003 : Meilleur acteur pour Loin du paradis
- Temecula Valley International Film Festival 2006 : Lauréat du Prix pour l'ensemble de sa carrière
- 2013 : BTVA Feature Film Voice Acting Awards de la meilleure performance vocale pour l'ensemble de la distribution pour Les Mondes de Ralph partagé avec John C. Reilly, Jack McBrayer, Jane Lynch, Sarah Silverman, Alan Tudyk, Mindy Kaling, Edie McClurg, Raymond S. Persi, Ed O'Neill, Adam Carolla, Skylar Astin, Stefanie Scott, Joe Lo Truglio ET Jess Harnell
- 2013 : BTVA People's Choice Voice Acting Awards de la meilleure performance vocale pour l'ensemble de la distribution pour Les Mondes de Ralph (Wreck-It Ralph) (2012) partagé avec John C. Reilly, Jack McBrayer, Jane Lynch, Sarah Silverman, Alan Tudyk, Mindy Kaling, Edie McClurg, Raymond S. Persi, Ed O'Neill, Adam Carolla, Skylar Astin, Stefanie Scott, Joe Lo Truglio ET Jess Harnell
- 2013 : Black Reel Awards de la meilleure performance vocale pour Les Mondes de Ralph

### Nominations
- Golden Globes 2003 :  Meilleur acteur dans un second rôle dans une série, une mini-série ou un téléfilm pour 24 heures chrono
- 2003 : NAACP Image Awards du meilleur acteur dans une série télévisée dramatique pour 24 heures chrono
- Satellite Awards 2003 : Meilleur acteur dans un second rôle dans une série dramatique pour 24 heures chrono
- 2004 : NAACP Image Awards du meilleur acteur dans une série télévisée dramatique pour 24 heures chrono
- 2006 : NAACP Image Awards du meilleur acteur dans un second rôle dans une série télévisée dramatique pour 24 heures chrono
- 2007 : NAACP Image Awards du meilleur acteur dans une série télévisée dramatique pour The Unit
- 2008 : NAACP Image Awards du meilleur acteur dans une série télévisée dramatique pour The Unit
- 2009 : NAACP Image Awards du meilleur acteur dans une série télévisée dramatique pour The Unit

## Voix francophones
En France, Thierry Desroses et Paul Borne, sont les voix régulières de Dennis Haysbert, l'ayant doublé respectivement à dix-huit et dix-sept reprises, bien que le second ne l'ait plus doublé depuis 2017.
En France
| - Thierry Desroses dans : - Heat - Alliance fatale (téléfilm) - Les Pleins Pouvoirs - Passé virtuel - Les Mondes de Ralph (voix) - M. Peabody et Sherman : Les Voyages dans le temps (voix) - Dead Rising - Jarhead 3: The Siege - Dead Rising: Endgame - Shots Fired (série télévisée) - De l'autre côté - Obsession secrète - Chaud devant ! - Lucifer (série télévisée) - Sans issue - Tic et Tac, les rangers du risque (voix) - Flamin' Hot - Paul T. Goldman (en) (mini-série) - Paul Borne dans : - 24 Heures chrono (série télévisée) - Loin du paradis - Jarhead : La Fin de l'innocence - The Unit : Commando d'élite (série télévisée) - Kung Fu Panda 2 (voix) - Kung Fu Panda : Les Secrets des maîtres (court métrage, voix) - Welcome to the Jungle - Dear White People - Sin City : J'ai tué pour elle - Men, Women and Children - Blue Bloods (série télévisée) - Backstrom (série télévisée) - Brooklyn Nine-Nine (série télévisée) - Incorporated (série télévisée) - La Tour sombre - Naked - Combat de profs | - Claudio Dos Santos dans : - Sniper 5 : L'Héritage - Sniper: Ghost Shooter - Sniper: G.R.I.T. - Jean-Paul Pitolin dans (les séries télévisées) : - Un agent très secret - Au-delà du réel : L'aventure continue - Patrick Descamps dans : - Agent double - Baby, Baby, Baby Et aussi - Med Hondo (*1935 - 2019) dans Les Indians - Tola Koukoui dans Navy Seals : Les Meilleurs - Pascal Renwick (*1954 - 2006) dans Mr. Baseball - Jacques Martial (*1955 - 2025) dans Love Field - Jean-Michel Martial (*1952 - 2019) dans L'Ombre d'un soupçon - Marc Alfos (*1956 - 2012) dans Sinbad : La Légende des sept mers (voix) - Serge Biavan dans Ted 2 - Nicolas Justamon dans The Grinder (série télévisée) - Rody Benghezala dans Les Maîtres de l'univers : Révélation (voix) |

Au Québec